# Shitō-Ryū

Das Logo des Shitō-Ryū Karatedō

Shitō-Ryū (jap. 糸東流, dt. "Schule von Shi und Tō") ist eine Stilrichtung in der japanischen Kampfkunst Karatedō, die 1934 von Mabuni Kenwa in Osaka gegründet wurde. Er vereinigt in seiner Auffassung des Karatedō die aus Okinawa stammenden Stilrichtungen Shōrin-Ryū und Shōrei-Ryū.

## Ursprung
Viele Einflüsse, nicht nur okinawanische, sondern vor allem auch chinesische Konzepte, sind in diesem Stil zusammengeführt. Begründet liegt dies darin, dass Mabuni Kenwa zwei Meister hatte: Higashionna Kanryō und Itosu Yasutsune. Mabuni ehrte beide Meister dadurch, dass er nach jeweils einer Silbe im Namen seiner Meister seine Stilrichtung benannte. Somit wurden Elemente des Shōrin-Ryū (Itosu) mit Shōrei-Ryū Elementen (Higashionna) verbunden. Besondere Kata, die in den anderen Stilrichtungen nicht trainiert werden und deren Ursprung im chinesischen Baihequan (chinesisch 白鶴拳, Pinyin báihèquán, jap. hakutsuru-ken, dt. Weißer-Kranich-Stil) liegen, sind Hakuchō und Nipaipo.
1952 starb Mabuni Kenwa, und damit begann eine Aufteilung des Shitō-Ryū. Sein offizieller Nachfolger und Erbe wurde Mabuni Ken’ei. Sein zweiter Sohn Mabuni Kenzo sowie andere Meister des Shitō-Ryū gründeten eigene Interpretationen der Stilrichtung.
Neben Shōtōkan, Wadō-Ryū und Gōjū-Ryū wird Shitō-Ryū heute als eine der vier Hauptrichtungen des Karatedō angesehen.
Eine Besonderheit dieser Stilrichtung liegt in der hohen Anzahl der gelehrten Kata. Dementsprechend ist der Fokus der Lehre, in vielen Shitō-Ryū Dōjōs, auf die Perfektion der zahlreichen Formen gerichtet.

## Name
Der Name Shitō-Ryū ist, wie bereits erwähnt, eine Zusammensetzung aus den ersten Silben der Familiennamen der beiden Lehrer Kenwa Mabunis:
- Itosu Yasutsunes (糸洲安恒) erstes Silbenzeichen, 糸, heißt übersetzt Faden und wird nach japanischer Lesung (Kun-Lesung) ito in sino-japanischer Lesung (On-Lesung) shi ausgesprochen.
- Higashionna Kanryōs (東恩納寛量) Name beginnt mit dem Zeichen 東, das für Osten steht und neben der Kun-Lesung higashi die On-Lesung tō aufweist.

## Kata
| Heian Shodan (平安初段)        | Bassai Shō (抜塞小)    | Gojūshiho (五十四歩)     | Hakuchō (白鳥) |
| Heian Nidan (平安二段)         | Matsumura no Bassai () | Chintō ( )               | Nipaipo ( )    |
| Heian Sandan (平安三段)        | Tomari no Bassai ( )   | Kururunfā (久留頓破)     | Papporen ( )   |
| Heian Yondan (平安四段)        | Jion (慈恩)            | Saifā (碎破)             | Aoyagi (青柳)  |
| Heian Godan (平安五段)         | Jiin (慈蔭)            | Sanchin (三戰)           | Juroku ( )     |
| Naifanchin Shodan (内畔戦初段) | Jitte (十手)           | Tenshō (転掌)            | Miyojo ( )     |
| Naifanchin Nidan (内畔戦二段)  | Wanshu ( )             | Sansēru (三十六)         | Shinpa ( )     |
| Naifanchin Sandan (内畔戦三段) | Tomari no Wanshu ( )   | Sēpai (十八手)           | Matsukaze ( )  |
| Rohai Shodan (鷺牌初段)        | Kūsankū ( )            | Seienchin (制引戰)       | Shinsei ( )    |
| Rohai Nidan (鷺牌二段)         | Kōsōkun Dai ( )        | Seisan (十三手)          | Shinsei ni ( ) |
| Rohai Sandan (鷺牌三段)        | Kōsōkun Shō ( )        | Matsumura no Sanchin ( ) | Niseishi ( )   |
| Matsumura no Rohai ( )         | Shiho Kosokun ( )      | Shisōchin (四向戰)       | Sōchin (壮鎮)  |
| Bassai Dai (抜塞大)            | Chinte (珍手)          | Sūpārinpei (壱百零八手)  | Unshu (雲手)   |
| Pāchū                          | Ānan                   |                          |                |